# Шпанска револуција
Шпанска друштвена револуција 1936. године (шп. Revolución social española de 1936; кат. Revolució social espanyola de 1936), скраћено Шпанска револуција, је израз којим се описују догађаји у Шпанији у првих неколико месеци грађанског рата на делу подручја која су остала под републиканском влашћу, пре свега покушај да се на њима изврши радикални преображај економског и друштвеног поретка кроз укидање капитализма и традиционалних институција државе, односно масовну експропријацију приватног власништва те колективизацију земље и индустријских предузећа, те стварање комуна. Иза тих настојања су углавном стајали представници радикалне левице, односно у Шпанији тада релативно снажног анархистичког покрета окупљеног у синдикат ЦНТ-ФАИ, а чије је главно упориште било у Каталонији. Присташе ЦНТ-ФАИ, који су на предратним изборима били дио широке леве коалиције Народног фронта, су на самом почетку рата организовали радничке и друге милиције те се у многим подручјима Шпаније успешно супротставиле десничарским побуњеницима при њиховом покушају да изведу државни удар. У многим подручјима Шпаније су те милиције постале де факто власт, односно тек номинално признавале легитимну републиканску владу у Мадриду, сматрајући како је пуч, у коме су учествовали велики делови војске и других државних институција, у потпуности компромитовао дотадашњи друштвени поредак, односно створио предуслове да се замени новим. Након што се неколико месеци републиканска влада консолидовала, у њој су дошле су до изражаја несугласице између ЦНТ-ФАИ и других радикално левих група на једној, те умерених социјалиста и комуниста на другој страни, при чему су потоњи држали да је војна победа над непријатељем важнија од револуције, те да ће револуционарне мере на краћи рок нашкодити Републици, отеравши од ње делове становништва као и потенцијалне савезнике у либерално-демократским западним државама. До почетка 1937. године се републиканска влада почела све више ослањати и на СССР под вођством Стаљина, који је, пак, у Шпанској револуцији видео потпис свог смртног непријатеља Лава Троцког и његове доктрине о перманентној револуцији. Мадридска влада је током првих неколико месеци почела да распушта милиције ЦНТ-ФАИ или их укључивати у редовну републиканску војску, а потом, под оптужбом за субверзију прогонити и хапсити заговорнике револуције. Део присталица револуције је томе пружио оружани отпор, а који је сломљен у тзв. Мајским данима у Барселони, који се сматрају крајем револуције.
Непуне две године касније, националистички побуњеници под Франком су победили у рату, срушили Републику и успоставили фашистички/ауторитарни режим који ће Шпанијом владати наредних неколико деценија. Део историчара је прихватио мишљење како је томе значајно допринео сукоб између радикалних револуционара и републиканске владе, који је значајно ослабио Народни фронт. У данашњим левичарским, а прије свега анархистичким круговима, Шпанска револуција се често наводи као пример успешне примјене анархистичких начела у пракси, односно њен пораз се пре свега тумачи издајом од стране ауторитарно настројених комуниста. Том је ставу значајно допринео утицајни британски књижевник Џорџ Орвел, који је из прве руке свједочио тадашњим догађајима и описао их у својој књизи Каталонији у част.